# Lista de transformadas relacionadas à transformada de Fourier
Esta é uma lista de transformadas relacionadas com a transformada de Fourier.  Em termos gerais, essas transformadas mapeiam uma função {\displaystyle f(x)} em uma outra, {\displaystyle F(y)}, de forma tal que os valores de {\displaystyle F(y)} sejam coeficientes de funções predeterminadas de x e y, chamadas de funções base da transformada. Essas funções base possuem componentes senoidais, e são escolhidas de maneira que as transformações sejam inversíveis. Existem outras transformadas (como a de Hilbert, por exemplo) que, por usar funções base não senoidais, não são relacionadas com a de Fourier.
Em aplicações de física e engenharia, a função original geralmente tem como variável independente o tempo (t), e {\displaystyle f(t)} representa um sinal que varia no tempo. A função transformada tem como variável independente a frequência real (ω) ou a frequência complexa (s), e {\displaystyle F(s)} ou {\displaystyle F(}ω{\displaystyle )} são os componentes desse sinal em cada frequência.
Em aplicações de estatística, a função original geralmente é a densidade de probabilidade de uma distribuição, e a função transformada, os momentos dessa distribuição. O cálculo dessas transformadas é grandemente facilitado pela existência de algoritmos eficientes baseados na transformada rápida de Fourier (FFT).

## Transformadas contínuas
Transformadas aplicáveis a funções contínuas, geralmente usadas em física, estatística e engenharia:
- transformada de Laplace
- transformada de Laplace bilateral
- transformada de Mellin e transformada real de Mellin
- transformada de Hartley
- transformada de chirplet (ing. chirplet transform)
- transformada de Fourier de curto termo (ing. short-term Fourier transform, short-time Fourier transform ou STFT)
- transformada fracional de Fourier (ing. fractional Fourier transform, ou FRFT)
- transformada de Hankel
- transformada de Radon
- transformada de Abel
- casos especiais da transformada de Fourier:
  - série de Fourier
  - transformadas de seno e de cosseno
  - transformada real de Fourier

## Transformadas discretas
Transformadas aplicáveis a funções cuja variável independente é descontínua, ou seja, uma sequência de amostras discretas), como as que aparecem em cálculo numérico, teoria dos números, álgebra e controle digital:
- transformada de Fourier de tempo discreto (DTFT)
- transformada Z
- transformada discreta de Hartley (DHT)
- transformada discreta de Mellin
- transformada discreta de Fourier de curto termo
- transformada de Hadamard
- casos especiais da transformada de Fourier de tempo discreto:
  - série de Fourier
  - transformada discreta de Fourier  (DFT)
  - transformada discreta de seno (DST)
  - transformada discreta de cosseno (DCT)
  - transformada discreta de cosseno modificada (ing. modified discrete cosine transform, MDCT)
  - série regressiva discreta de Fourier (ing. regressive discrete Fourier series, RDFS)